# Années 1940
 (septembre 2010).
Si vous disposez d'ouvrages ou d'articles de référence ou si vous connaissez des sites web de qualité traitant du thème abordé ici, merci de compléter l'article en donnant les références utiles à sa vérifiabilité et en les liant à la section « Notes et références ».
Les années 1940 couvrent la période de 1940 à 1949. Ces années furent très fortement marquées par la Seconde Guerre mondiale avec le bilan le plus lourd de l'histoire de l'humanité, estimé entre 50 et 80 millions de morts, dont près de 50 millions de civils. L'ampleur des crimes suscita la définition des crimes contre l'humanité et crime de guerre, ainsi que les premiers procès pour génocide. Pour la première fois, la bombe atomique fut utilisée contre un pays (le Japon) en 1945. L'Europe fut divisée entre l'Ouest et l'Union des républiques socialistes soviétiques (URSS).
Le processus de décolonisation s’accéléra après-guerre, et les Trente Glorieuses démarrèrent en 1945 dans les pays développés.
Le développement de nouvelles technologies débuta (dont l'ordinateur et l'énergie nucléaire), souvent d'abord en lien avec l'effort de guerre.

## Événements majeurs

### Guerres et conflits

#### Seconde Guerre mondiale

L'Europe du génocide.

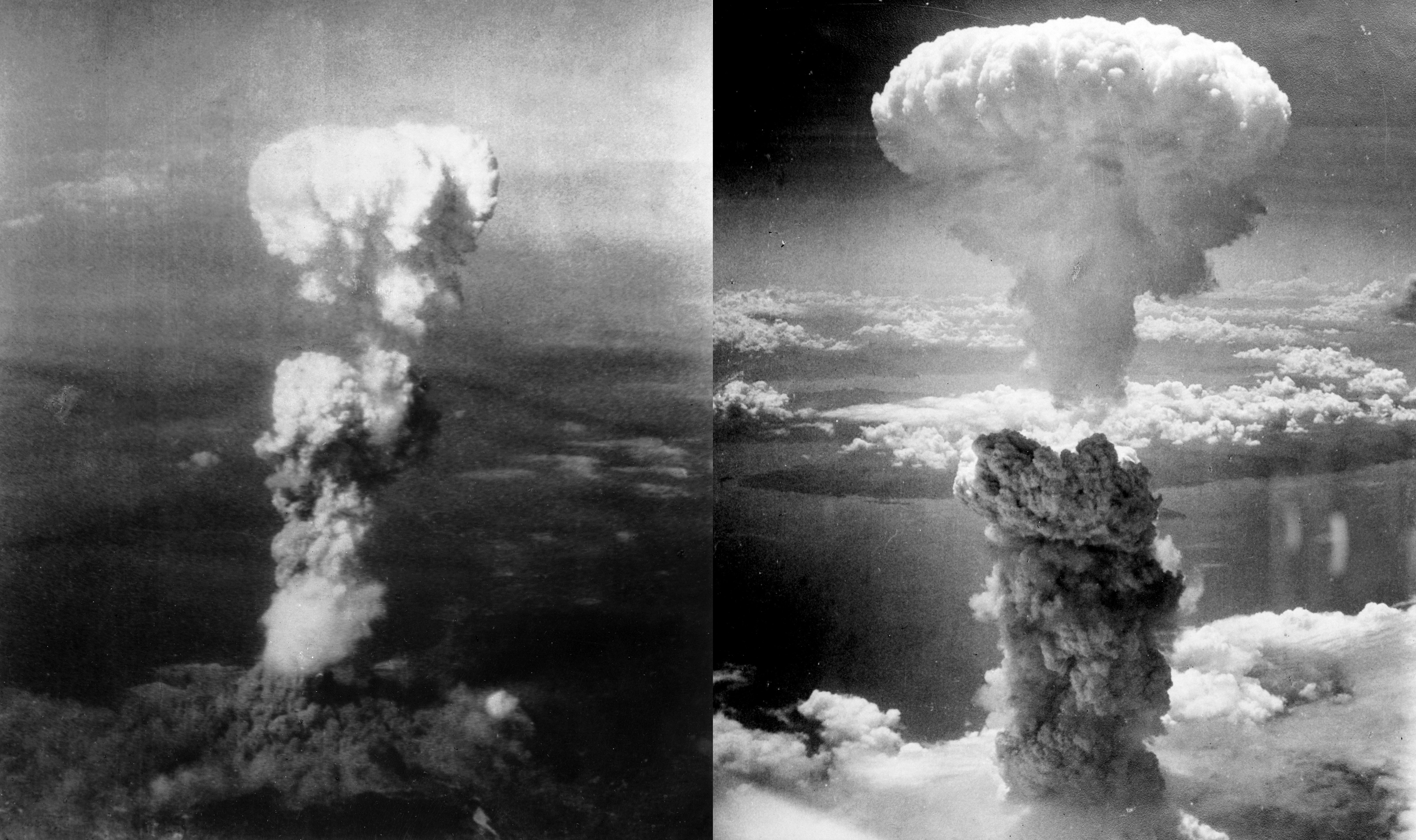
Images des champignons atomiques à Hiroshima (à gauche) et Nagasaki (à droite).

La Seconde Guerre mondiale continue durant la première moitié de la décennie et s'achève le 2 septembre 1945. Les pertes humaines et dégâts matériels sont considérables.
- La Shoah, premier génocide industrialisé de l'Histoire, se poursuit et s'intensifie jusqu'à la libération progressive des territoires. Les Juifs ont été victimes d'enfermement dans des ghettos, de déportation dans des camps de concentration, et ont été affamés, contraints au travail forcé ; et gazés notamment dans des camps d'extermination ou encore fusillés... Le bilan final est de cinq à six millions de Juifs exterminés.
- L'URSS entre en guerre en juin 1941, puis les États-Unis en décembre 1941 à la suite de l'attaque du Japon à Pearl Harbor. La guerre sino-japonaise (1937-1945) s'étend alors en guerre du Pacifique. Les pertes sur le front de l'Est et en Asie, ainsi que les crimes de guerre du Japon Shōwa se comptent en dizaines de millions de morts.
- L'Europe envahie par l'Allemagne nazie est progressivement libérée à partir de 1944 à la suite d'intenses bombardements aériens et du débarquement de Normandie. Des crimes de guerre des Alliés sont également commis.
- La Conférence de Yalta se déroule du  4 au 11 février 1945 avec Churchill, Staline et Roosevelt[1]. Le Troisième Reich capitule le 8 mai 1945 et la Conférence de Potsdam du 17 juillet au 2 août 1945 acte l'occupation de l'Allemagne. La capitulation du Japon a lieu le 2 septembre 1945 après des mois d'intenses bombardements aériens et l'envoi de deux bombes atomiques sur Hiroshima et Nagasaki.

La guerre d'Indochine démarre en 1946 et oppose Français et Indochinois indépendantistes.
Le Conflit israélo-arabe démarre en 1948.

#### Autres Conflits: Les guerres civiles
La Guerre civile chinoise reprend en 1946 pour s'achever en 1949, le bilan étant d'environ 5 à 6 millions de victimes.
La Guerre civile grecque fit plus de 150 000 victimes de 1946 à 1949.
La Guerre civile Violencia débute en Colombie, entre libéraux et conservateurs après l'assassinat du leader Jorge Eliécer Gaitán en avril 1948. Elle fit plus de 300 000 morts.

### Géopolitique
L'Organisation des Nations unies (ONU) est créée en 1945 et le Fonds monétaire international (FMI) en 1944. Le Traité de l'Atlantique Nord (OTAN) est fondé le 4 avril 1949. Il regroupe alors 10 pays occidentaux. Quatre Conventions de Genève de 1949 viennent compléter la première de 1864.
- Doctrine Truman contre doctrine Jdanov
- Le Plan Marshall, programme américain d'aide à la reconstruction après la Guerre, est mis en place.
- La guerre froide débute (coup de Prague, blocus de Berlin).

L'État d’Israël est créé. En Afrique du sud, le parti national accède au pouvoir en 1948, et des lois racistes sont mises en place.
Le processus de décolonisation s’accélère après-guerre, avec l'indépendance de l'Inde, du Pakistan, de Ceylan, de la Birmanie, des Philippines et de l'Indonésie. La république populaire de Chine est créée.

### Catastrophes naturelles
- Le 16 octobre 1942, un cyclone (qualifié de super-cyclone) toucha le Bangladesh et l'Inde. Il concerna notamment la province de l'Orissa (Inde) et fit environ 40 000 victimes[2].
- Le 5 octobre 1948, au Turkmenistan (Achgabat), un séisme fit près de 20 000 victimes[2].

## Personnalités significatives
- Franklin D. Roosevelt
- Harry S. Truman
- Douglas MacArthur
- Dwight D. Eisenhower
- George Patton
- George Marshall
- George VI
- Winston Churchill
- Clement Attlee
- Bernard Montgomery
- Charles de Gaulle
- Philippe Leclerc de Hauteclocque
- Pierre Koenig
- Jean de Lattre de Tassigny
- Tchang Kaï-chek
- Adolf Hitler
- Hermann Göring
- Joseph Goebbels
- Heinrich Himmler
- Reinhard Heydrich
- Joachim von Ribbentrop
- Erich von Manstein
- Heinz Guderian
- Erwin Rommel
- Benito Mussolini
- Philippe Pétain
- Pierre Laval
- Hideki Tōjō
- Joseph Staline
- Lavrenti Beria
- Viatcheslav Molotov
- Gueorgui Joukov
- Andreï Jdanov
- Mao Zedong
- Kim Il-sung
- Josip Broz Tito
- Gandhi
- David Ben Gourion
- Juan Perón
- Eva Perón
- Pie XII

## Environnement

### Développement des polluants
L’emploi des insecticides, fongicides, organochlorés, et du DDT se développent, provoquant d'importantes pollutions (air, sol, cours d'eau...).
L'usage de la voiture individuelle augmente, polluant l'air.

### Impact de la Seconde Guerre mondiale
De nombreuses villes ont été détruites durant la guerre en Europe et au Japon, engendrant des pertes humaines, animales, végétales et matérielles colossales. Les destructions engendrent une pollution par la poussière, et une consommation importante de ressources pour la reconstruction (béton, sable, etc.).
Une pollution radioactive a également découlé de l'usage des bombes atomiques.
Les terres et les mers ont été également polluées par l'armement, le déminage se poursuivant en Europe encore 75 ans après la guerre, et des épaves de sous-marins restant au fond de l'eau. Un sous-marin allemand, qui transportait 65 tonnes de mercure, a ainsi coulé en Norvège en 1945. Un sarcophage est en projet pour contenir la pollution au mercure.

## Inventions, découvertes, introductions
- Radar
- Moteur à réaction
- Fission atomique, Bombe A
- Ordinateur
- Moteur-fusée
- fusée
- Théorie synthétique de l'évolution
- Talkie-Walkie

## Arts et lettres
Beaucoup de médias (radio, journaux, cinéma, livres) furent durant la guerre des armes de propagande.

### Cinéma
- Liste des films français sortis dans les années 1940
- Cinéma américain,

### Littérature
- L'Étranger d'Albert Camus en 1942
- Le Petit Prince d'Antoine de Saint-Exupéry en 1943
- Le Journal d'Anne Frank d'Anne Frank, écrit de 1942 à 1944, est publié en 1947. D'autres témoignages majeurs des camps ont été connus plus tard du grand public : par exemple Si c'est un homme de Primo Levi, paru en 1947, ne sera remarqué que dans les années 1960. Le journal et les lettres d'Etty Hillesum, écrits de 1941 à 1943, ne furent publiés que dans les années 1980.
- 1984 de George Orwell en 1949
- La Ferme des animaux de George Orwell en 1945
- Le cycle de Fondation de Isaac Asimov en 1942
- Le deuxième sexe de Simone de Beauvoir en 1949